# Plecotus balensis
Plecotus balensis és una espècie de ratpenat de la família dels vespertiliònids. És endèmic d'Etiòpia. El seu hàbitat natural són els boscos dels altiplans. Està amenaçat per la destrucció del bosc de montà a causa de l'activitat humana. El nom de l'espècie es refereix a les muntanyes Bale, on se'n descobrí l'holotip.